# Crambidae
I Crambidi (Crambidae Latreille, 1810) sono una famiglia di Lepidotteri (un tempo inclusa nei cosiddetti Microlepidotteri). Comprende circa 11.500 specie, diffuse soprattutto nelle regioni tropicali. Alcuni autori tuttavia non ne riconoscono la validità e la includono nella famiglia Pyralidae.

## Descrizione
Gli adulti delle Crambidi si distinguono da quelli delle Piralidi (con le quali formano la superfamiglia Pyraloidea) soprattutto per la differente struttura degli organi timpanici; altre differenze riguardano il sistema delle nervature alari e l'apparato copulatore maschile. Nei bruchi è presente nell'ottavo segmento addominale un anello sclerificato che invece manca nelle Piralidi.

## Tassonomia
Le Crambidi comprendono 16 sottofamiglie,  5 delle quali non sono presenti in Europa:
- Scopariinae

Comprende più di 530 specie mondiali (51 in Europa), diffuse in tutti i continenti, comprese le isole subantartiche. Prediligono ambienti umidi e sono frequenti nelle regioni temperate dei due emisferi, nelle foreste pluviali delle montagne tropicali e nelle isole oceaniche (come le Hawaii, dove sono presenti centinaia di specie). Spesso sono molto simili tra loro, per cui la loro identificazione risulta difficile. La biologia è poco nota: le larve si nutrono di muschi, licheni, licopodi e piante con fiori.
- Heliothelinae

48 specie, distribuite in tutti i continenti tranne l'America. Una sola specie in Europa . 
- Crambinae

1877 specie mondiali, 150 in Europa. Gli adulti presentano una caratteristica posizione di riposo con le ali che fasciano strettamente l'addome, in modo da sembrare un rametto. Le larve vivono spesso in astucci sericei e si nutrono del culmo o delle radici delle graminacee oppure di muschi. Molte specie del genere Crambus possono distruggere pascoli, tappeti erbosi e campi da golf. Nelle regioni tropicali le Crambinae arrecano gravi danni a graminacee coltivate come mais, canna da zucchero e riso. In particolare le larve del genere Chilo scavano gallerie nel fusto del riso e del mais.
- Schoenobiinae

Comprende 169 specie delle regioni tropicali e temperate di entrambi gli emisferi, 6 specie in Europa. Le larve scavano gallerie all'interno di graminacee, Juncaceae e Cyperaceae che vivono in luoghi paludosi. Alcune specie di Scirpophaga nel vecchio mondo e di Rupela nel nuovo mondo causano gravi danni al riso. 
- Cybalomiinae

Circa 55 specie diffuse nelle regioni aride di tutti i continenti, in Europa soprattutto nelle regioni mediterranee. Le larve della maggior parte delle specie vivono su Cruciferae e Capparidaceae. 
- Linostinae

Un solo genere, con tre specie proprie dell'America centrale e meridionale.
- Midilinae

47 specie proprie dell'America centrale e meridionale. Le larve scavano gallerie all'interno di Araceae. Gli adulti hanno ali ampie e corpo robusto e vengono quindi confusi spesso con Geometridae, Noctuidae o anche Saturniidae.
- Musotiminae

166 specie distribuite ai tropici, in Nuova Zelanda, Micronesia e Samoa.
- Acentropinae

Comprendono più di 700 specie mondiali, 13 in Europa. Tranne che in poche specie tropicali, i primi stadi sono acquatici e colonizzano vari ambienti d'acqua dolce,  nutrendosi di foglie o di alghe. In alcune specie i bruchi necessitano di ossigeno aereo e sono costretti a farne scorta in superficie, in altre possono respirare sott'acqua grazie alla presenza di tracheobranchie. In alcuni casi anche la pupa è acquatica; Acentria ephemerella ha sviluppato un adattamento alla vita subacquea anche negli adulti.
- Noordinae

Comprendono un solo genere con sei specie, distribuite in Medio Oriente, nel subcontinente indiano e in alcune isole del Pacifico, compreso il Madagascar e l'Australia. Le larve vivono nelle gemme di Moringa.
- Odontiinae

367 specie mondiali, presenti in tutti i continenti. Viene attribuita a questa sottofamiglia anche la tribù Cathariini, considerata da alcuni autori una sottofamiglia valida.. Le larve possono essere minatrici di foglie, piegare le foglie, nutrirsi di fiori e gemme oppure scavare gallerie nel fusto o nei frutti; vivono soprattutto sulle Dicotiledoni.
- Wurthiinae

Comprendono un solo genere con sette specie che vivono nelle regioni orientali. Larve e crisalidi vivono in astucci di seta all'interno di formicai, distruggendo le uova delle formiche che le ospitano.
- Evergestinae

Comprende 137 specie mondiali, diffuse in tutti i continenti. I bruchi si nutrono di Cruciferae e Capparidaceae e sono talvolta dannosi all'agricoltura.
- Glaphyriinae

Comprende circa 200 specie diffuse esclusivamente in America, tranne Hellula undalis, che causa danni alle crucifere nel vecchio mondo e nelle isole Hawaii. Le larve di alcune specie si nutrono di foglie di Cruciferae e Capparidaceae, altre scavano gallerie nel fusto di Opuntia o nelle infiorescenze di Typha, si cibano di licheni, sono parassiti di bruchi di Psychidae o inquilini in nidi di vespe sociali.
- Pyraustinae

1813 specie mondiali, diffuse in tutti i continenti ma soprattutto ai tropici. Gli adulti riposano ad ali stese, aggrappati alla pagina inferiore delle foglie. Ostrinia nubilalis, originaria dell'Europa ma divenuta oramai cosmopolita, ha una notevole importanza economica arrecando gravi danni al mais; è dannosa anche alla canapa, al pomodoro e agli alberi da frutta.
- Spilomelinae

Da alcuni autori sono considerate solo una tribù delle Pyraustinae. Comprendono 3767 specie mondiali.

## Alcune specie

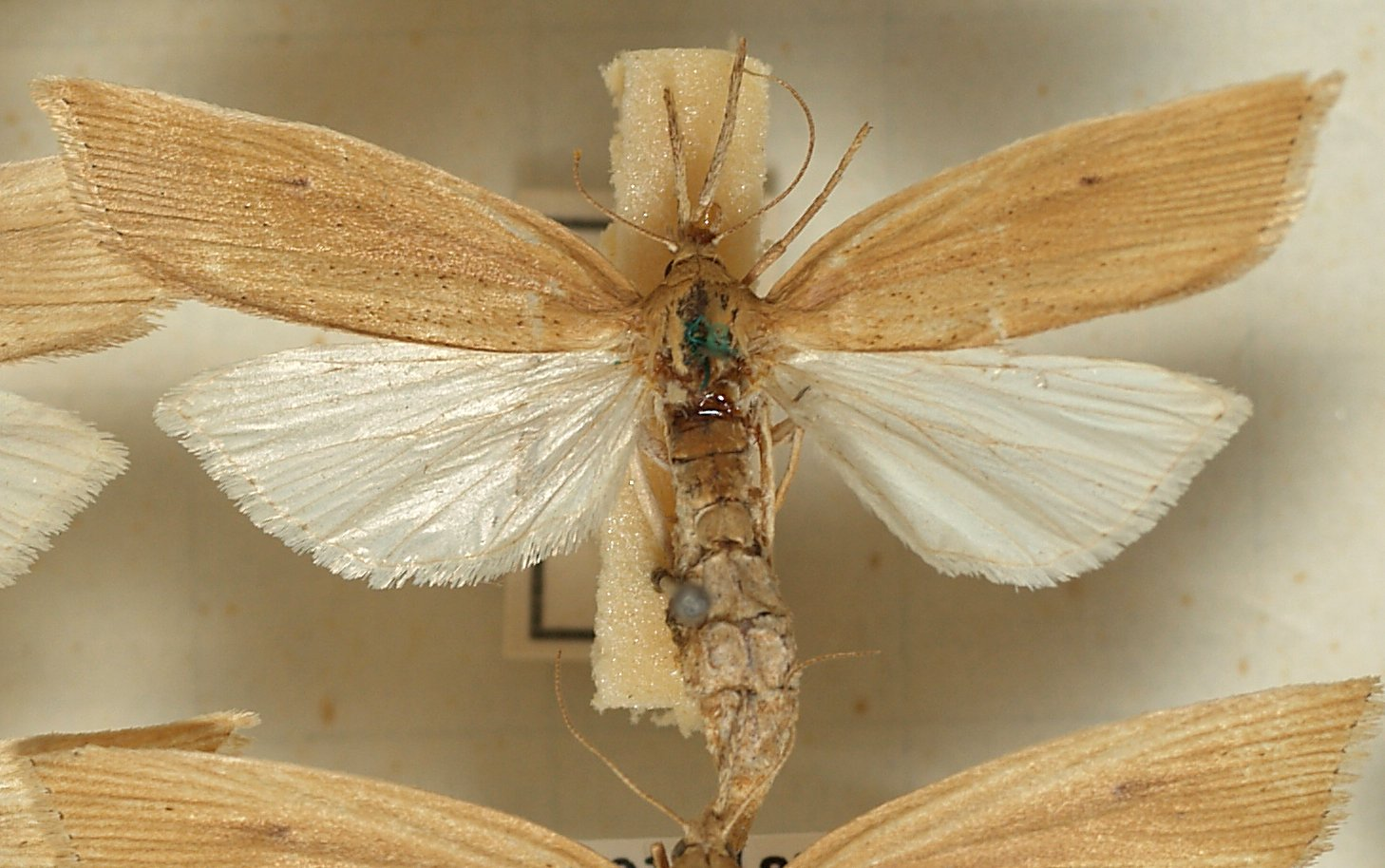
Chilo phragmitella (Crambinae)
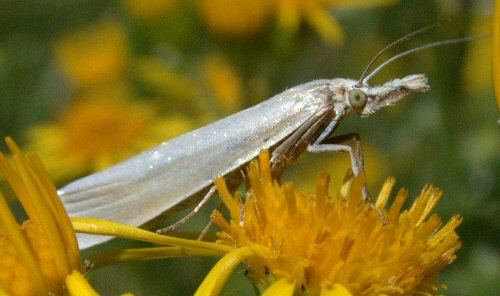
Crambus perlella (Crambinae)
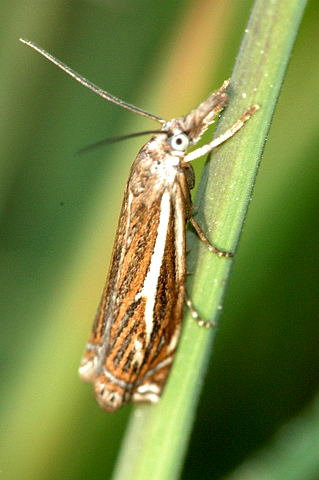
Crambus pratella (Crambinae)
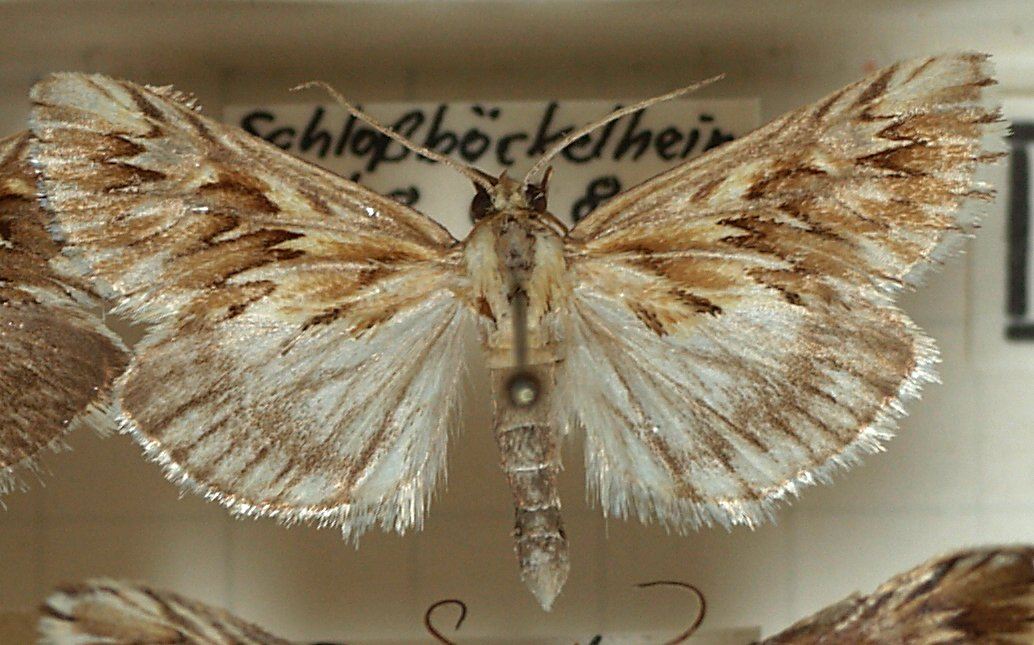
Cynaeda.dentalis (Odontiinae)
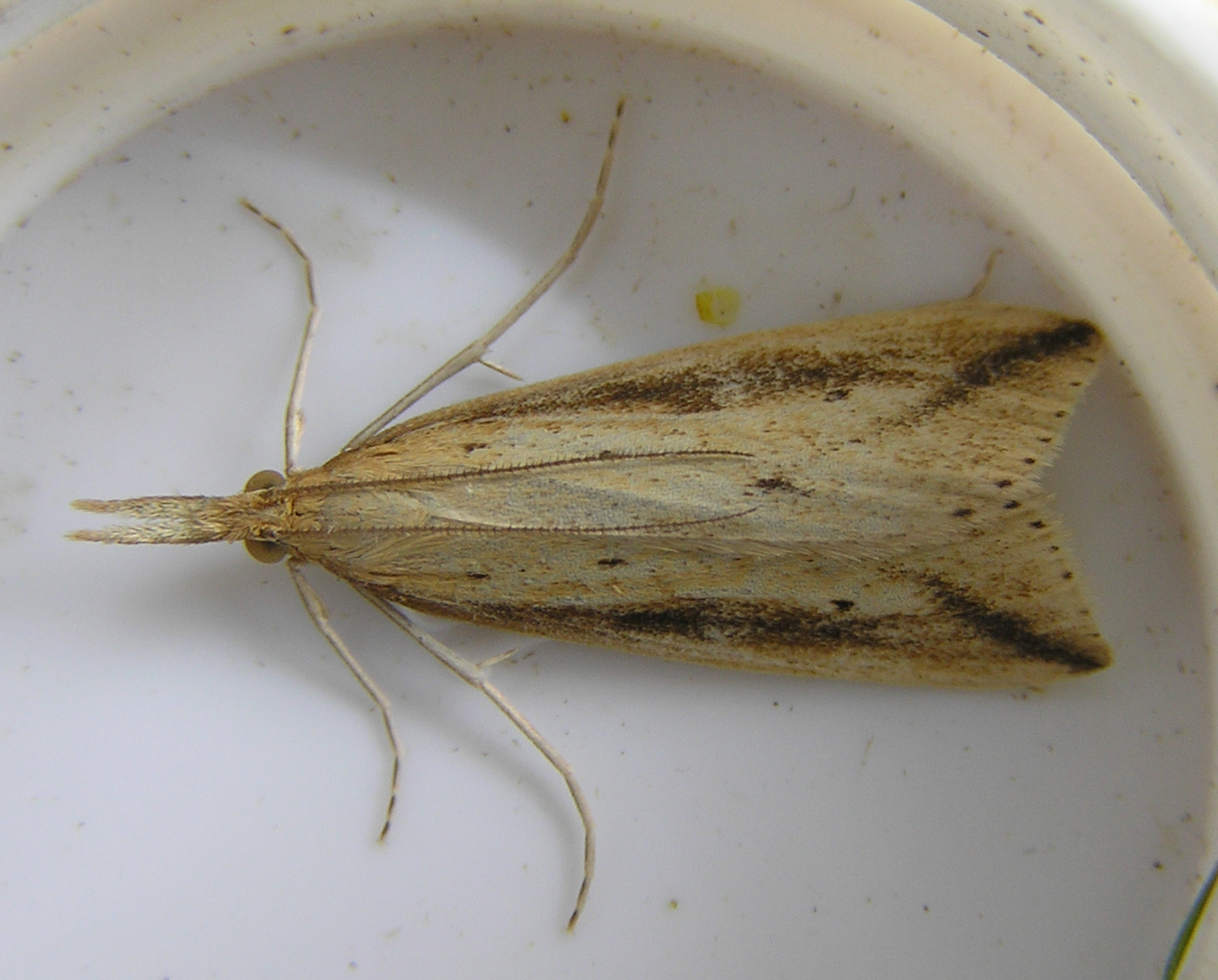
Donacaula forficella (Schoenobiinae)
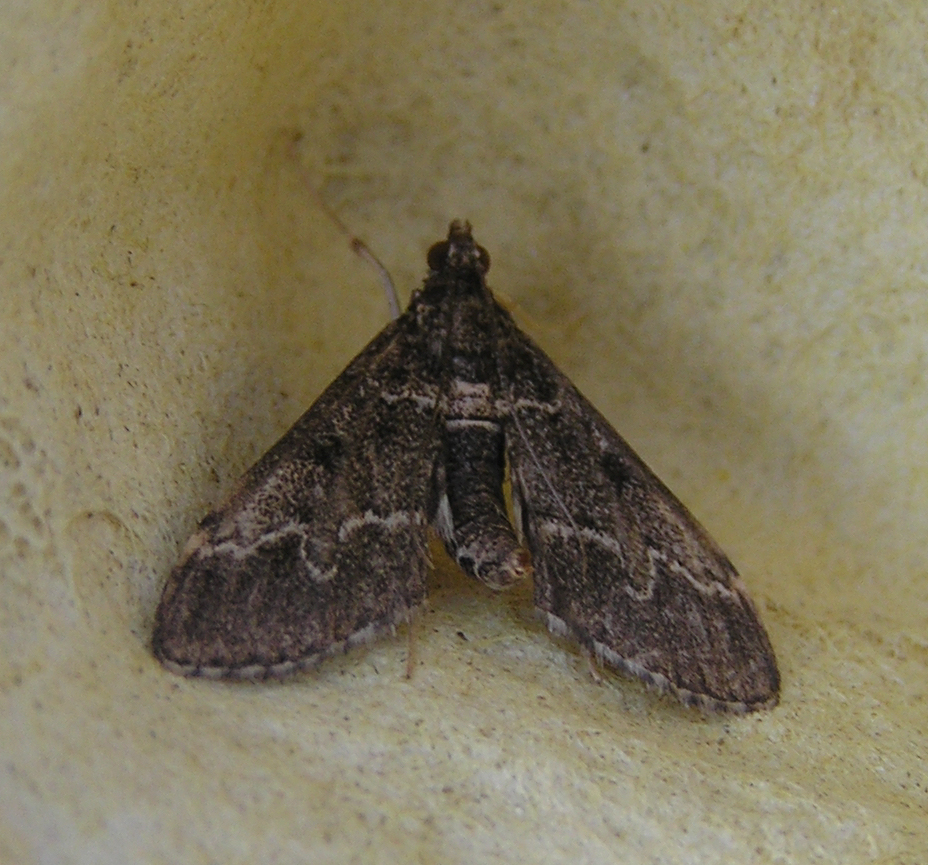
Duponchelia fovealis (Spilomelinae)
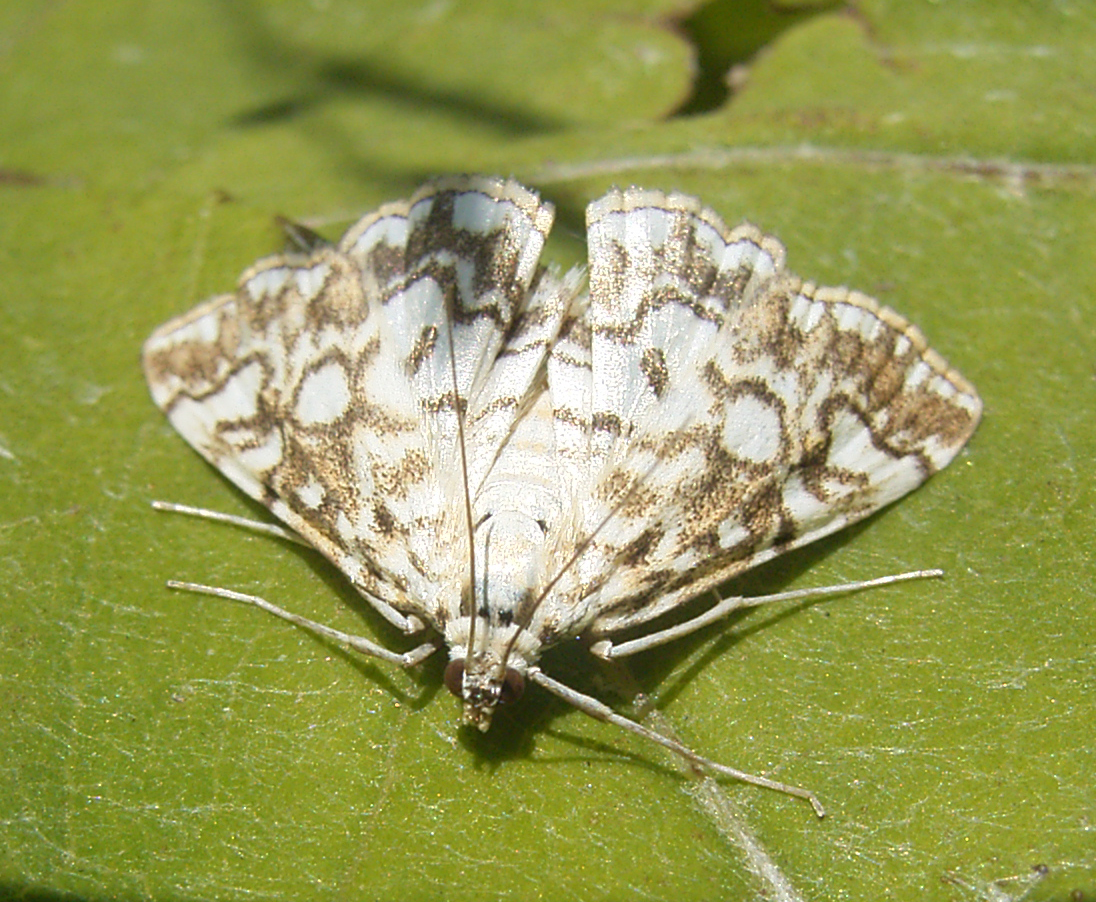
Elophila nymphaeata (Acentropinae)
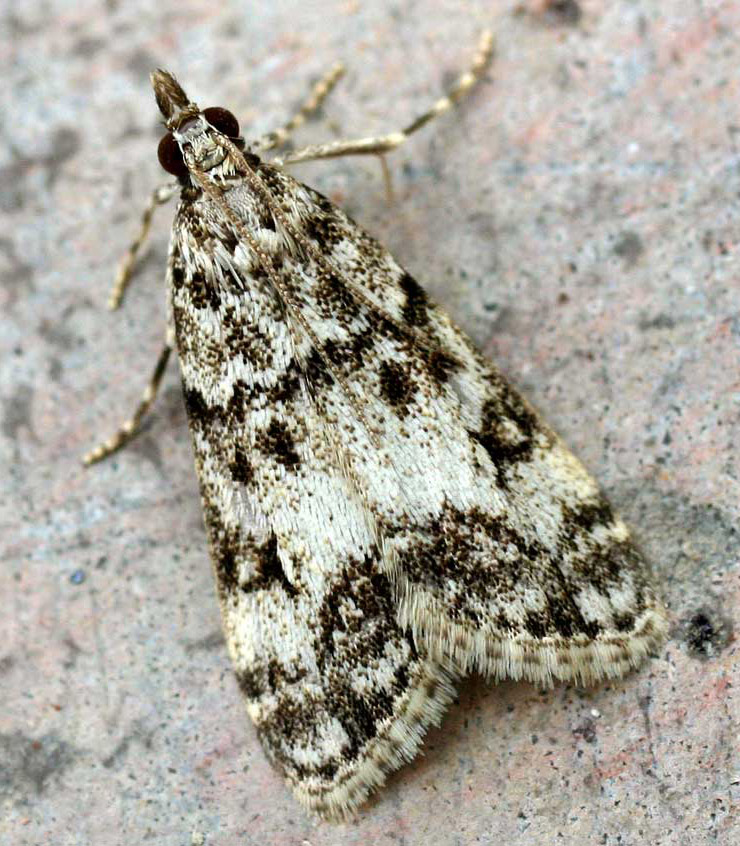
Eudonia lacustrata (Scopariinae)
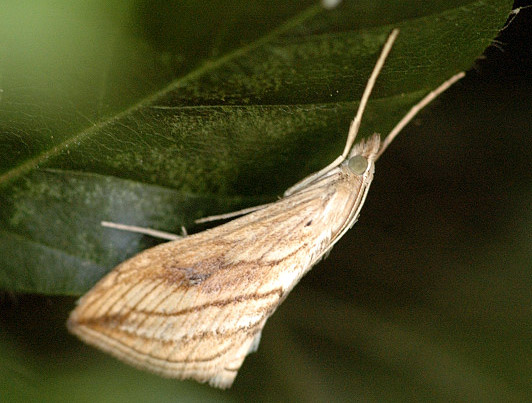
Evergestis forficalis (Evergestiinae)
Ostrinia nubilalis (Pyraustinae)
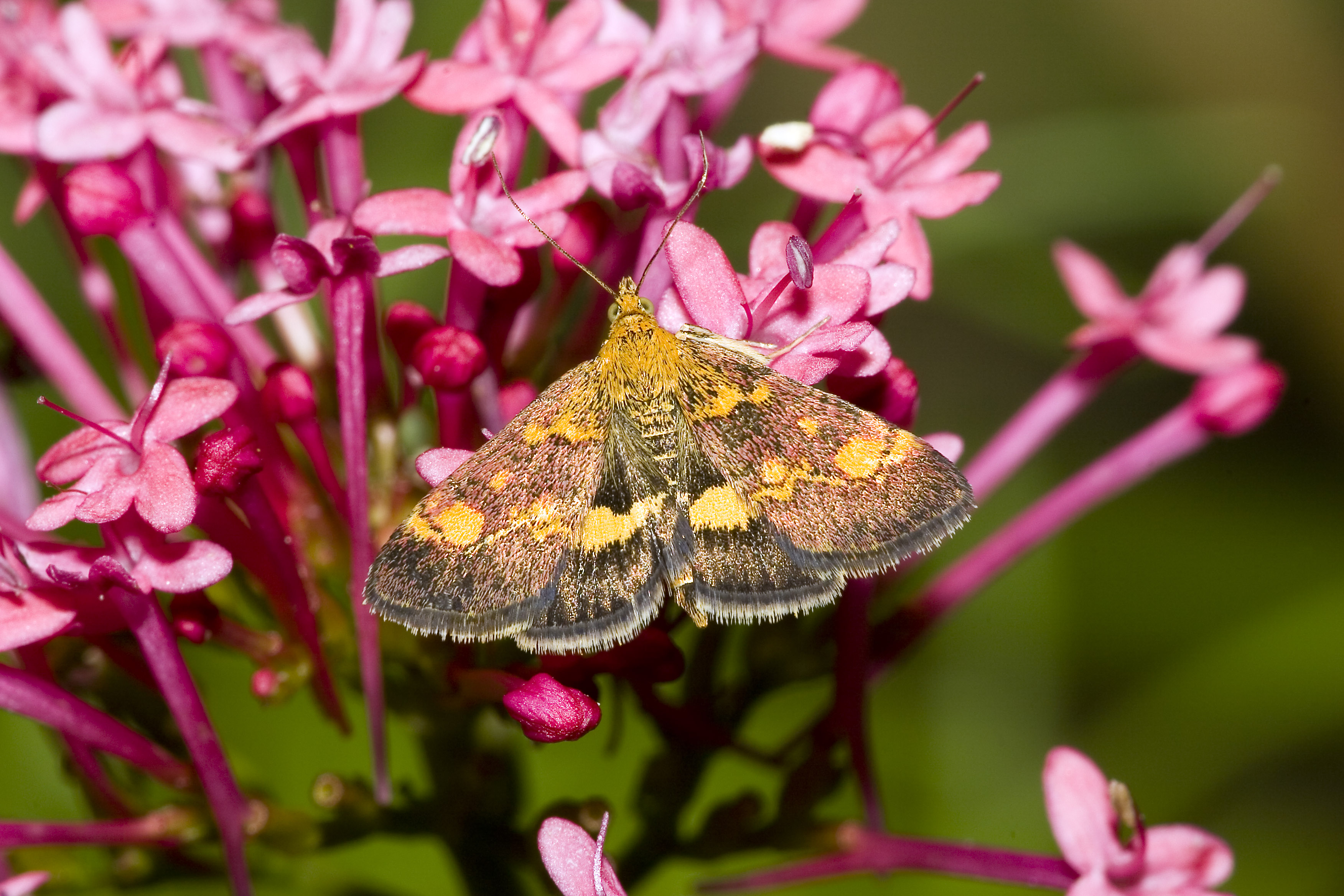
Pyrausta aurata (Pyraustinae)
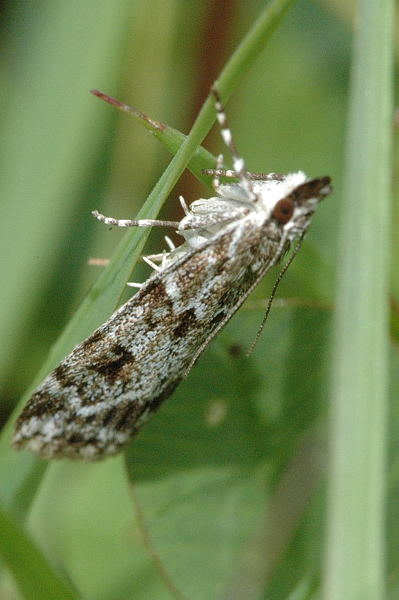
Scoparia basistrigalis (Scopariinae)